# Lijst van bekende kitesurfplekken
Dit is een lijst van bekende plekken om te kitesurfen. Deze locaties, ook wel spots genoemd, zijn meestal ook geschikt om te windsurfen en te wingfoilen.

## België
- Zeebrugge

## Caribisch Nederland (Bonaire)
- Atlantis

## Dominicaanse Republiek
- Cabarete

## Duitsland
- Aha (Baden-Württemberg)

## Egypte
- El-Tor
- Port Safaga

## Frankrijk
- Hyères
- Leucate

## Marokko
- Dakhla
- Essaouira

## Nederland
- Amstelmeer
- Autostrand Oostvoorne
- Brouwersdam
- Den Haag zuiderstrand
- Kornwerderzand
- Mirns
- Ouddorp
- Roermond
- Scheveningen
- Velsen-Noord
- Veluwerandmeren
- Vrouwenpolder
- Workum
- Zandvoort

## Portugal
- Alvor / Lagos
- Óbidos

## Spanje
- Corralejo (Fuerteventura)
- Famara (Lanzarote)
- Medano (Tenerife)
- Pozo Izquierdo (Gran Canaria)
- Fuerteventura
- Tarifa

## Tanzania
- Zanzibar (eiland)

## Venezuela
- Coche

## Verenigd Koninkrijk
- Paignton

## Zuid-Afrika
- Richards Bay

## Zweden
- Ängelholm